# Conostegia subcrustulata
Conostegia subcrustulata là một loài thực vật có hoa trong họ Mua. Loài này được (Beurl.) Triana mô tả khoa học đầu tiên năm 1871.

## Hình ảnh

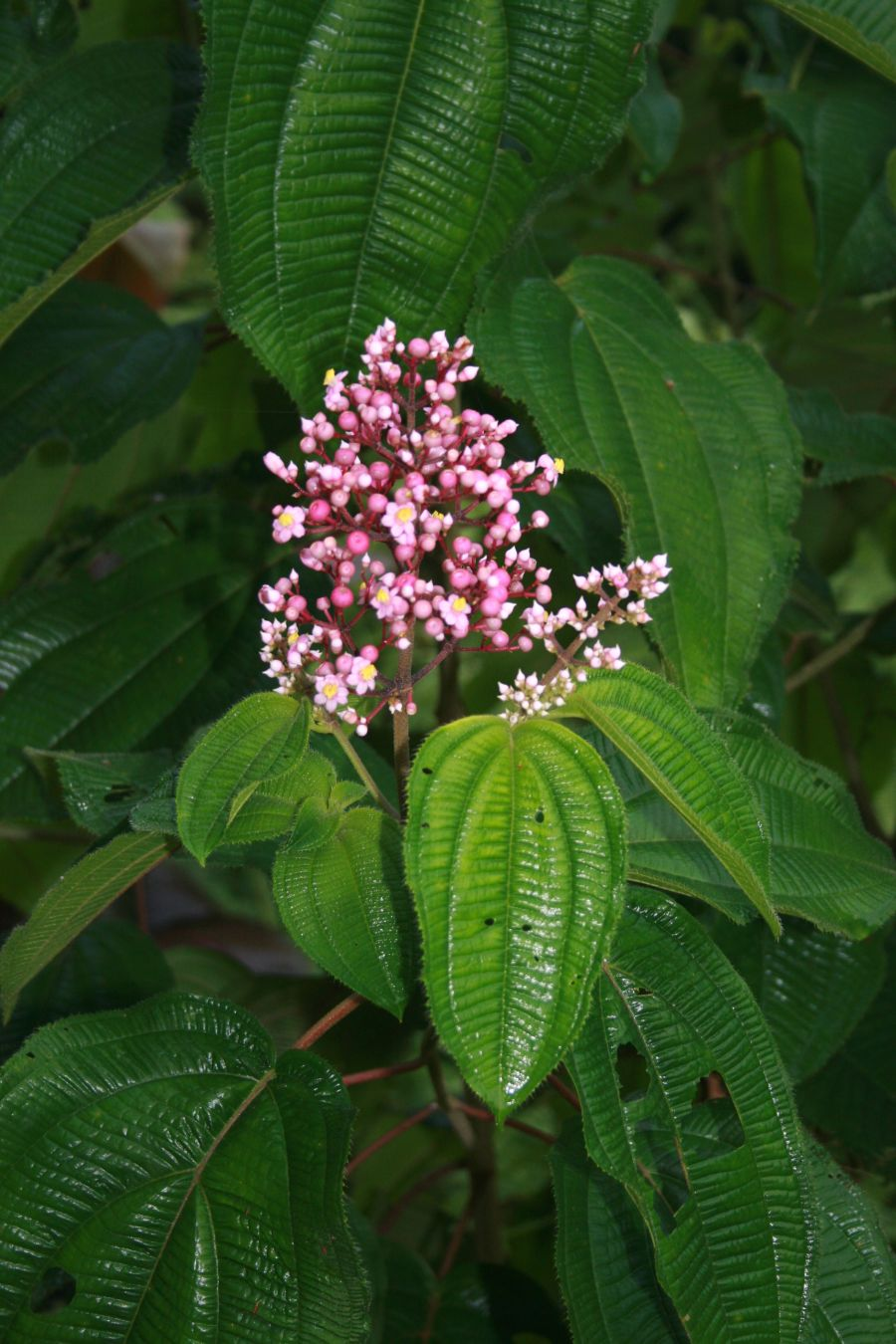